# Rotheca rupicola
Rotheca rupicola là một loài thực vật có hoa trong họ Hoa môi. Loài này được (Verdc.) Verdc. mô tả khoa học đầu tiên năm 2000.